# Cantonul La Rochelle-8
Cantonul La Rochelle-8 este un canton din arondismentul La Rochelle, departamentul Charente-Maritime, regiunea Poitou-Charentes, Franța.

## Comune
- Dompierre-sur-Mer
- Périgny
- La Rochelle (parțial, reședință)